# Fratella e sorello
Fratella e sorello è un film del 2002, ma distribuito nel 2005, diretto da Sergio Citti. 
La pellicola, ultimo diretta da Sergio Citti, ha vinto il Fiasco d'oro come pellicola meno vista dell'anno 2005, con solo 532 spettatori.
Questo film è riconosciuto come d'interesse culturale nazionale dalla Direzione generale Cinema e audiovisivo del Ministero per i beni e le attività culturali e per il turismo italiano, in base alla delibera ministeriale del 4 settembre 2001.

## Trama
Serpente e Giocondo sono due personaggi innocenti ed onesti, brutalmente calpestati dalla schiacciante maggioranza di malvagità. Serpente è un fotomodello e non si sa bene se sia omosessuale o no, mentre Giocondo è la caricatura di un ricco borghese finito in miseria. Per un banale equivoco i due un giorno finiscono in prigione e lì vi restano molto tempo e diventano amici, raccontandosi ognuno le proprie vicende e guai con la vita. Quando escono trovano una società malata, crudele e ottusa; Giocondo e Serpente non possono fidarsi più nemmeno delle donne, esseri che, secondo loro non avrebbero dovuto mai farsi corrompere. Decisi che quella società nuova e in fase di sviluppo non fa per loro, membri di un'altra generazione, Giocondo e Serpente decidono di farsi arrestare nuovamente.